# William Haile (Politiker, 1797)
William Haile (* 1797; † 7. März 1837 in Woodville, Mississippi) war ein US-amerikanischer Politiker. Zwischen 1826 und 1828 vertrat er den ersten Wahlbezirk des Bundesstaates Mississippi im US-Repräsentantenhaus.

## Werdegang
Das genaue Geburtsdatum sowie der Geburtsort von William Haile sind unbekannt. Nach seiner Ankunft in Mississippi ließ er sich in Woodville im Wilkinson County nieder. Politisch war er Mitglied jenes Flügels der Demokratisch-Republikanischen Partei, aus dem später die von Andrew Jackson gegründete Demokratische Partei hervorging. Im Jahr 1826 war Haile Abgeordneter im Repräsentantenhaus von Mississippi.
Nach dem Tod des Kongressabgeordneten Christopher Rankin im Jahr 1826 wurde Haile als dessen Nachfolger in das US-Repräsentantenhaus in Washington, D.C. gewählt. Dieses Mandat trat er am 10. Juli 1826 an. Bei den regulären Wahlen des Jahres 1826 wurde er bestätigt. Zwei Jahre später, im Jahr 1828, wurde er aber nicht mehr wiedergewählt. Er trat dann vorzeitig am 12. September dieses Jahres von seinem Posten im Kongress zurück. 1832 war William Haile Delegierter auf einer Konferenz zur Überarbeitung der Staatsverfassung von Mississippi. Er starb im März 1837.